# Альпеїт
Альпеїт — кальцієво-мангано-магнієво-силікатний мінерал із хімічною формулою Ca4Mn3+2Al2(Mn3+Mg)(SiO4)2(Si3O10)(V5+O4)(OH)6. Він названий на честь своєї типової місцевості, копальні Монте-Альпе в Італії.